# جون برنس
جون برنس هو قاضي كندي، ولد في 12 مارس 1796، وتوفي في 30 نوفمبر 1870.